# Érika Olivera
Érika Alejandra Olivera de la Fuente Arnold (Quinta Normal-Santiago, 4 de Janeiro de 1976) é uma ex-maratonista chilena.
Ouro no Pan de Winnipeg 1999, ela foi a porta bandeira da delegação chilena nos Jogos Olímpicos do Rio de 2016, sendo eleita através de uma votação popular. Nesta mesma competição, ela entrou para a história ao ser a primeira mulher a completar a prova da maratona em 5 edições de Jogos Olímpicos.

## Recordes Pessoais
| Prova                 | Tempo        | Local                  | Data                    |
| --------------------- | ------------ | ---------------------- | ----------------------- |
| 1.500 m               | 4:25.61 min  | Talca, Chile           | 11 de Abril de 1997     |
| 3.000 m               | 9:21.73 min  | Santiago, Chile        | 1 de Maio de 1999       |
| 3.000 m com barreiras | 10:48.75 min | Guatemala, Guatemala   | 11 de Maio de 2002      |
| 5000 m                | 15:51.45 min | Rio de Janeiro, Brasil | 20 de Maio de 2000      |
| 10.000 m              | 33:23.12 min | Concepción, Chile      | 30 de Novembro de 1996  |
| Meia-maratona         | 1:11:54 hs   | Santiago, Chile        | 10 de Septembro de 2000 |
| Maratona              | 2:32:23 hs   | Rotterdam, Holanda     | 18 de Abril de 1999     |